# Heather Grody
 (juillet 2022).
Si vous disposez d'ouvrages ou d'articles de référence ou si vous connaissez des sites web de qualité traitant du thème abordé ici, merci de compléter l'article en donnant les références utiles à sa vérifiabilité et en les liant à la section « Notes et références ».
Heather Grody est une chanteuse et guitariste professionnelle d'origine américaine. Née à New York le 18 octobre 1971, elle était la moitié du groupe pop alternatif The Murmurs, devenu Gush quelques années plus tard. Elle est présentement la chanteuse principale du groupe Redcar et possède sa propre compagnie de disques, Phyllis Records. Elle est ouvertement lesbienne. 
Aussi connue sous le nom de Heather Reid, elle fait présentement partie d'un groupe de théâtre expérimental nommé Honeypot Productions avec Jorja Fox. Elles produisent des pièces de théâtre et, récemment, une comédie musicale intitulée Dear Bernard que Heather a écrite.